# Birger Almlöw
Leif Assar Birger Almlöw, född 9 september 1942 i Jönköpings Sofia församling i Jönköpings län, är en svensk militär.

## Biografi
Almlöw avlade officersexamen vid Krigsskolan 1967 och utnämndes samma år till fänrik i armén, varefter han befordrades till kapten vid Smålands artilleriregemente 1972. År 1978 befordrades han till major och åren 1981–1987 var han avdelningschef och sektionschef i Bergslagens militärområde, 1984 befordrad till överstelöjtnant. Han var bataljonschef vid Svea artilleriregemente 1987–1989. År 1989 befordrades han till överste och var utbildningschef vid Bodens artilleriregemente 1989–1992 samt chef för Artilleriets stridsskola 1992–1994. Han var chef för Bergslagens artilleriregemente 1994–2000.